# Cmentarz wojenny nr 277 – Okocim
Cmentarz wojenny nr 277 – Okocim – austriacki cmentarz wojenny z okresu I wojny światowej wybudowany przez Oddział Grobów Wojennych C. i K. Komendantury Wojskowej w Krakowie i znajdujący się na terenie jego okręgu VIII Brzesko.
Jest to niewielka mogiła na skraju parku pałacowego Goetzów w Brzesku-Okocimiu, przy ul. Mickiewicza, drodze prowadzącej z Brzeska do Nowego Sącza.
Grób zbudowany został na planie prostokąta. Otoczony jest ogrodzeniem z metalowych prętów z motywem krzyża. U wezgłowia znajduje się niewielki pomnik zwieńczony urną. Na jego frontowej ścianie widnieją skrzyżowane – bagnet i liść palmy a pod nimi tekst w języku polskim:
PAMIĘCI

DZIEWIĘCIU

WALECZNYCH

POLEGŁYCH

ZA OJCZYZNĘ

W BITWIE POD

OKOCIMIEM

W LISTOPADZIE 1914
Na bocznych ścianach znajduje się motyw krzyża maltańskiego a pod nim nazwiska poległych.

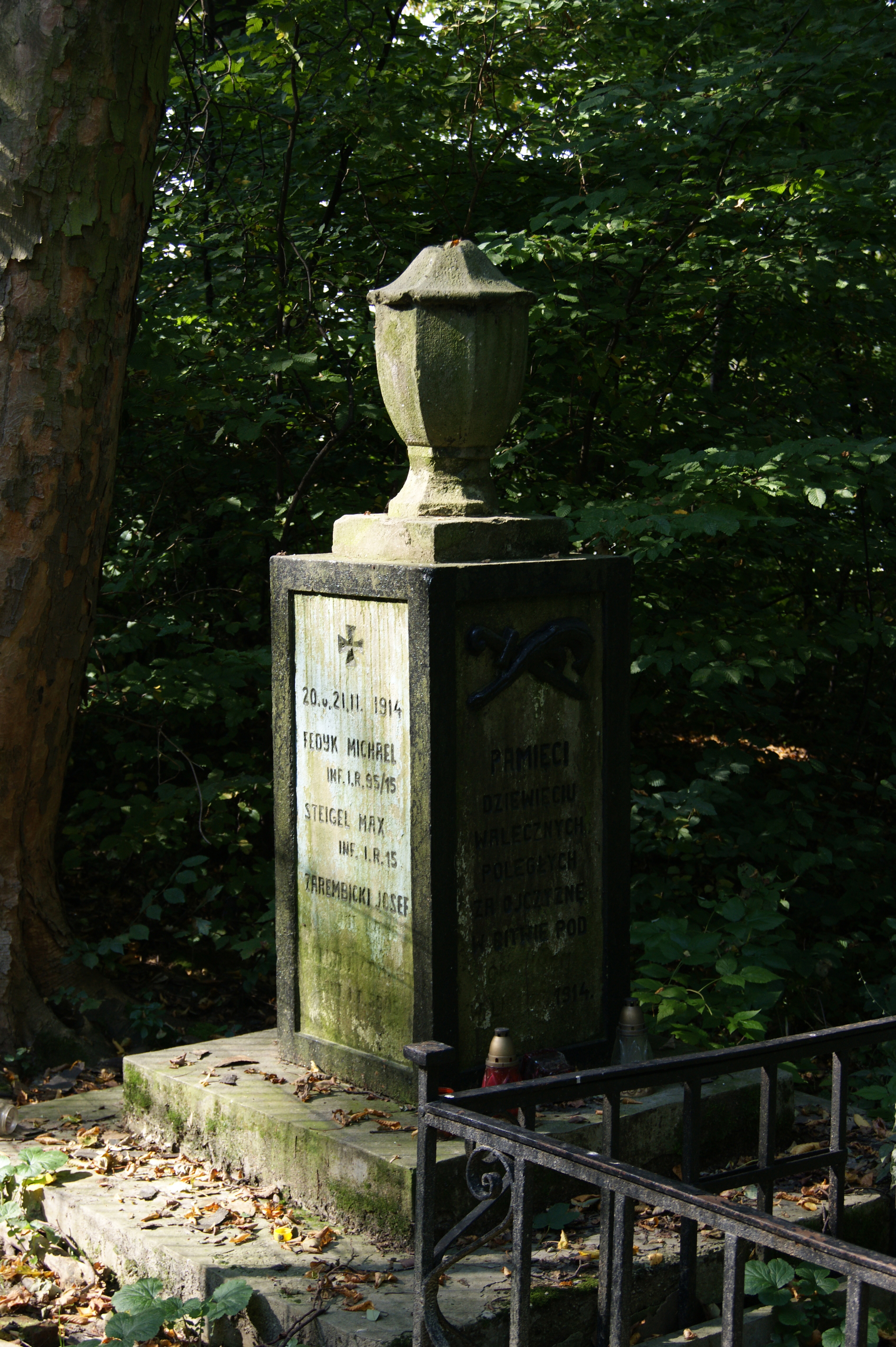
Pomnik

Pochowano na nim w 9 żołnierzy armii austro-węgierskiej poległych w dniach 20-21 listopada 1914 roku w potyczce pod Okocimiem.
Projektant cmentarza nieustalony. Być może był nim Robert Motka, projektant tego Okręgu.